# The King's Consort
The King's Consort est un ensemble britannique spécialisé dans l'interprétation de la musique baroque et de la période classique sur instruments d'époque, fondé en 1980.

## Historique
The King's Consort, basé à Londres, est fondé en 1980 par Robert King (en).
La formation se produit en fonction des répertoires sous forme d'ensemble de chambre (de 4 à 15 exécutants) ou d'orchestre de chambre (de 16 à 45 exécutants) et s'associe pour les œuvres vocales au Choir of The King's Consort.
L'ensemble est durant quelques années privé de son chef fondateur, Robert King, condamné à une peine de prison pour pédophilie. À sa libération en 2013, ce dernier reprend la tête de la formation.
Au sein d'un large répertoire, The King's Consort s'est particulièrement distingué dans l'interprétation de la musique de Haendel et de Purcell, dont il a enregistré l'intégrale de la musique religieuse.

## Discographie
À partir de 1987, The King's Consort commence une fructueuse collaboration avec le label Hyperion, enregistrant plusieurs dizaines d'albums distingués par la critique.
Depuis 2013, l'ensemble possède son propre label discographique, Vivat.